# Gdyel (distrito)
Gdyel é um distrito localizado na província de Orã, Argélia, e cuja capital é a cidade de mesmo nome. A população total do distrito era de 52 221 habitantes, em 1998.[carece de fontes?]

## Comunas
O distrito está dividido em três comunas:
- Gdyel
- Hassi Mefsoukh
- Ben Freha